# Euthalia decoratus
Euthalia decoratus är en fjärilsart som beskrevs av Butler 1868. Euthalia decoratus ingår i släktet Euthalia och familjen praktfjärilar. Inga underarter finns listade i Catalogue of Life.